# Falcatifolium gruezoi
Falcatifolium gruezoi ist ein kleiner Baum aus der Gattung Falcatifolium in der Familie der Steineibengewächse (Podocarpaceae). Das natürliche Verbreitungsgebiet der Art liegt in Melanesien auf den Philippinen, auf Sulawesi und den Molukken (Indonesien). Die Art ist dort weit verbreitet und teilweise häufig, sie wird jedoch in der Roten Liste der IUCN als potentiell gefährdet geführt, da die Bestände besonders auf den Philippinen wegen der Entwaldung zurückgegangen sein dürften.

## Beschreibung

### Erscheinungsbild
Falcatifolium gruezoi wächst als immergrüner, 4 bis 12 Meter hoher Baum mit einem monopodialen Stamm, der Durchmesser von bis zu 25 Zentimetern (Brusthöhendurchmesser) erreicht. Die Stammborke ist braun, unter Witterungseinfluss graubraun, anfangs glatt und bei älteren Bäumen rau. Sie blättert ab und macht damit  die darunter liegende, hellere Borke sichtbar. Die Äste sind dünn, stehen ausgebreitet und tragen zahlreiche, dicht belaubte Zweige, die zusammen eine konische Baumkrone bilden.

### Blätter
Es werden zwei Arten von Blättern gebildet: Schuppenblätter und nadelförmige Laubblätter. Die Schuppenblätter wachsen an der Basis seitlicher Triebe mehr oder weniger angedrückt, sind pfriemförmig bis schmal lanzettlich, 3 bis 4 Millimeter lang und etwa 1 Millimeter breit. Sie entwickeln sich manchmal zu kleinen Laubblättern weiter.
Die Laubblätter an Sämlingen sind deutlich größer als die älterer Bäumen. Sie sind linealisch-lanzettlich bis sichelförmig gebogen, beim Austreiben rosafarben bis purpurn rot und später grün. Sie werden bis zu 7,5 Zentimeter lang, verbreitern sich von der stielartigen Basis her rasch schon deutlich vor der Blattmitte bis auf 6 bis 7 Millimeter und laufen dann, nach vorne gebogen, zum zugespitzten Ende hin zusammen. Die Mittelrippe ist auf beiden Blattseiten dünn und kaum erhöht und reicht von der Basis bis zur Spitze. Im Schatten wachsende Blätter älterer Bäume sind sichelförmig gebogen, 20 bis 40 Millimeter lang und 5 bis 8 Millimeter breit und laufen zur Basis und zur zugespitzten Spitze hin langsam zusammen. Die Mittelrippe ist nicht oder kaum erhöht. Der Sonne ausgesetzte Blätter haben eine ähnliche Form wie die Schattenblätter. Sie sind jedoch deutlich kleiner, glauk, meist 8 bis 15 manchmal bis 20 Millimeter lang und meist 2 bis 4 manchmal bis 6 Millimeter breit. Auf beiden Seiten der Blätter werden zahlreiche linienartige, unterbrochene Spaltöffnungsstreifen gebildet, die von der Blattbasis bis zur Spitze reichen.

### Zapfen und Samen
Die Pollenzapfen wachsen einzeln an achselständigen oder manchmal endständigen, schuppigen Kurztrieben. Sie sind 5 bis 6 Zentimeter lang und 1,5 bis 3 Millimeter breit. Die Mikrosporophylle haben zwei Pollensäcke und darüber eine zugespitzte Spitze.
Die Samenzapfen wachsen einzeln an achselständigen Kurztrieben mit zugespitzten Schuppenblättern. Das Podocarpium ist 2 Millimeter lang, im ausgereiften Zustand möglicherweise größer. Je Zapfen reift nur ein eiförmiger, schief wachsender, leicht abgeflachter, 6 bis 7 Millimeter langer, bei Reife dunkelbrauner Same, der seitlich zwei Grate zeigt.

## Verbreitung und Ökologie
Das natürliche Verbreitungsgebiet liegt in Malesien auf den Obi-Inseln (Provinz Maluku, Indonesien), im nördlichen und zentralen Sulawesi und auf den Philippinen. Das Verbreitungsgebiet liegt in Höhen von 1200 bis 2200 Metern und kann wahrscheinlich der Winterhärtezone 9 zugerechnet werden mit mittleren jährlichen Minimaltemperaturen von −6,6 bis −1,2 Grad Celsius (20 bis 30 Grad Fahrenheit). Man findet sie in montanen und darunter liegenden Regenwäldern zusammen mit anderen Koniferen wie Agathis dammara, Vertretern der Harzeiben (Dacrydium), Nageia wallichiana und Sundacarpus amarus, Laubbäume sind häufig, jedoch nicht dominant. Falcatifolium gruezoi wächst unter dem Kronendach dieser Arten. Auf den Bergrücken kann die Art jedoch mit den Laubbäumen konkurrieren, wo diese nur geringere Höhen erreichen.

## Gefährdung und Schutz
Falcatifolium gruezoi wurde im Jahr 2012 von der IUCN in der Roten Liste als potentiell gefährdet („Near Threatened“) eingestuft. Die Art ist nur schlecht erforscht, doch das Verbreitungsgebiet macht es wahrscheinlich, dass die Bestände durch das Fällen von Bäumen und durch die Entwaldung zumindest auf den Philippinen beeinträchtigt wurde. Es ist jedoch unbekannt, wie stark dieser Rückgang ist.

## Systematik und Etymologie
Falcatifolium gruezoi ist eine Art aus der Gattung Falcatifolium, die zur Familie der Steineibengewächse (Podocarpaceae) gezählt wird. Sie wurde 1988 von David John de Laubenfels in der Flora Malesiana erstbeschrieben. Die Erstbeschreibung beruhte auf Funden kleiner, glauker Laubblätter vom Halcon auf den Philippinen und auf eine Beschreibung von Frederick William Foxworthy, der die Blätter noch Dacrydium falciforme zuordnete, und die auf Funden von Elmer Drew Merrill ebenfalls vom Halcon beruhten. Auffallend an dieser Beschreibung sind die 6 Zentimeter langen und 3 Millimeter durchmessenden Pollenzapfen, die in einem Duplikat der Funde in Kew nicht zu finden waren. Sie würden die Art deutlich besser von Falcatifolium falciforme abgrenzen, als die sonnenbeschienen glauken Blätter, die es bei den Funden von Merrill nicht gab, möglicherweise, weil er nur Schattenblätter gesammelt hat. Synonyme der Art sind nicht bekannt.
Der Gattungsname Falcatifolium leitet sich von lateinisch falcis, „Sichel“ und folia, „Blatt“ ab, und verweist damit auf die sichelartig gebogenen Blätter. Das Artepitheton gruezoi ehrt den Mykologen William M. Gruezo (* 1951), der das Typusmaterial am Halcon gefunden hat.

## Verwendung
Die Bäume sind klein, daher hat das Holz nur einen geringen Wert. Es ist auch keine andere Nutzung bekannt.